# Victor Janson
Victor Janson, nato Viktor Janson (Riga, 25 settembre 1884 – Berlino, 20 giugno 1960), è stato un attore e regista tedesco del cinema muto.

## Biografia
All'avvento del sonoro, non incontrò problemi e proseguì la sua carriera di attore fino al 1953, continuando a dirigere film per tutti gli anni Trenta.

## Filmografia

### Attore
- Das verschleierte Bild von Groß-Kleindorf, regia di Joe May (1913)
- Wie werde ich Amanda los?, regia di Danny Kaden (come Nunek Danuky) (1915)
- Liebe und Alkohol, regia di Josef Coböken (come Horst Emscher) (1915)
- Die große Wette, regia di Harry Piel (1916)
- Nebel und Sonne, regia di Joe May (1916)
- Talarso, der Mann mit den grünen Augen, regia di Danny Kaden (1916)
- Unter heißer Zone, regia di Harry Piel (1916)
- Tenente per ordini superiori (Leutnant auf Befehl), regia di Danny Kaden (1916)
- Das lebende Rätsel, regia di Harry Piel (1916)
- Die Vier Finger, regia di Wolfgang Neff (1916)
- Società tenori (Der G.m.b.H.-Tenor), regia di Ernst Lubitsch (1916)
- Der Schmuck der Herzogin, regia di Siegfried Philippi (1916)
- Eine Walzernacht, regia di Danny Kaden (1917)
- Der zehnte Pavillon der Zitadelle, regia di Danny Kaden (1917)
- Professor Nissens seltsamer Tod, regia di Edmund Edel, Einar Zangenberg (1917)
- Hoheit Radieschen, regia di Danny Kaden (1917)
- Das Bacchanal des Todes, regia di Richard Eichberg (1917)
- Im stillen Ozean, regia di Danny Kaden (1917)
- Ballzauber, regia di Danny Kaden (1917)[1]
- Hoch klingt das Lied von U-Boot-Mann, regia di Kurt Matull (1917)
- Das Mädel von nebenan, regia di Otto Rippert (1917)
- Quando quattro persone fanno la stessa cosa (Wenn vier dasselbe tun), regia di Ernst Lubitsch (1917)
- Dornröschen, regia di Paul Leni (1917)
- Die Perlen des Maharadschah, regia di Ernst Ludwig (1917)
- Die Kassette, regia di Carl Heinz Wolff (1917)
- Die Geächteten, regia di Josef Stein (1917)
- Der Erdstrommotor, regia di Carl Heinz Wolff (1917)
- Irrwege der Liebe, regia di Josef Stein (1918)
- Il principe Sami (Prinz Sami), regia di Ernst Lubitsch (1918)
- Die Nichte des Herzogs, regia di Danny Kaden, Max Mack (1918)
- In Sachen Marc Renard, regia di Danny Kaden (1918)
- Ferdinand Lassalle, regia di Rudolf Meinert (1918)
- Non vorrei essere un uomo (Ich möchte kein Mann sein, regia di Ernst Lubitsch (1918)
- Keimendes Leben, Teil 1, regia di Georg Jacoby (1918)
- La tessera gialla (Der gelbe Schein), regia di Eugen Illés, Victor Janson e Paul Ludwig Stein (1918)
- La ragazza del balletto (Das Mädel vom Ballett), regia di Ernst Lubitsch (1918)
- Sangue gitano (Carmen), regia di Ernst Lubitsch (1918)
- Die Erlösung des Reimundus, regia di Albert Lastmann (1918)
- Das Geheimnis der Wetterfahne, regia di Kurt Matull (1918)
- Meine Frau, die Filmschauspielerin, regia di Ernst Lubitsch (1919)
- Crucifige (Kreuzigt sie!), regia di Georg Jacoby (1919)
- La principessa delle ostriche (Die Austernprinzessin), regia di Ernst Lubitsch (1919)
- Die Sünderin, regia di Léo Lasko (1919)
- Die Pantherbraut, regia di Léo Lasko (1919)
- Der lustige Ehemann, regia di Léo Lasko (1919)
- Aberglaube, regia di Georg Jacoby (1919)
- Madame DuBarry, regia di Ernst Lubitsch (1919)
- Contessa Doddy (Komtesse Doddy), regia di Georg Jacoby (1919)
- Der Dolch des Malayen, regia di Léo Lasko (1919)
- La bambola di carne (Die Puppe), regia di Ernst Lubitsch (1919)
- Il re Makomba (Die Herrin der Welt 4. Teil - König Macombe), regia di Joseph Klein e Uwe Jens Krafft (1920)
- Keimendes Leben, Teil 2, regia di Georg Jacoby (1919)
- Die Herrin der Welt 6. Teil - Die Frau mit den Millionarden, regia di Uwe Jens Krafft (1920)
- Das rosa Trikot, regia di Léo Lasko (1920)
- Die Wohnungsnot, regia di Ernst Lubitsch (1920)
- Die letzten Kolczaks, regia di Alfred Halm (1920)
- Pensione Tempesta (Kakadu und Kiebitz), regia di Erich Schönfelder (1920)
- Pettegola intrigante (Putschliesel), regia di Erich Schönfelder (1920)
- Im Banne der Suggestion, regia di Siegfried Philippi (1920)
- Die Frau in den Wolken, regia di Siegfried Philippi (1920)
- Das Geheimnis der Mumie, regia di Victor Janson (1921)
- Lo scoiattolo (Die Bergkatze), regia di Ernst Lubitsch (1921)
- Cuori in burrasca (Menschen vom Varieté), regia di Josef von Báky (1939)
- La donna che ho sognato (Die Frau meiner Träume), regia di Georg Jacoby (1944)
- Peter Voss, der Millionendieb, regia di Karl Anton (1946)
- Die Rose von Stambul, regia di Karl Anton (1953)

### Regista
- Der Mann der Tat (1919)
- Die Dame in Schwarz (1920)
- Das Geheimnis der Mumie (1921)
- Il rigattiere di Amsterdam (Der Trödler von Amsterdam) (1925)
- Il romanzo di una mannequin (Die Mädchen von Paris), (1927)
- La principessa del circo (Die Zirkusprinzessin) (1929)
- Schwarzwaldmädel (1929)
- Un bacio e un ceffone (Der Bettelstudent) (1931)
- Lügen auf Rügen (1932)
- Nell'azzurro del cielo (Das Blaue vom Himmel) (1932)
- Die große Chance (1934)
- Sie und die Drei (1935
- Canto d'amore (Mädchen in Weiß) (1936)
- Wer küsst Madeleine? (1939)